# Segunda Categoría de El Oro 2014
El Campeonato Provincial de Segunda Categoría de El Oro 2014 será un torneo de fútbol en Ecuador en el cual compiten equipos de la Provincia de El Oro y entrega 2 cupos para el Zonal de Segunda Categoría por el ascenso a la Serie B.
El torneo empieza el 21 de marzo de 2014 y finaliza el 19 de julio.

## Equipos por Cantón
| Cantón     | N.º | Equipos                                                                                 |
| ---------- | --- | --------------------------------------------------------------------------------------- |
| Machala    | 5   | Audaz Octubrino, Deportivo Bolívar, Fuerza Amarilla SC, Parma FC y Orense Sporting Club |
| Huaquillas | 3   | Comercial Huaquillas, Club Atlético Mineiro y Huaquillas Fútbol Club                    |
| El Guabo   | 1   | Santos FC                                                                               |
| Portovelo  | 1   | Río Amarillo                                                                            |
| Santa Rosa | 1   | Santa Rosa Fútbol Club                                                                  |
| Pasaje     | 1   | Cantera del Jubones                                                                     |
| Piñas      | 1   | Club ATV Piñas                                                                          |
| Balsas     | 1   | Club Deportivo Balsas                                                                   |

## Grupo 1
| Pos | Equipo               | Pts | PJ | G | E | P | GF | GC | Dif |
| --- | -------------------- | --- | -- | - | - | - | -- | -- | --- |
| 1º  | Fuerza Amarilla S.C. | 24  | 8  | 8 | 0 | 0 | 28 | 4  | +24 |
| 2º  | Deportivo Bolívar    | 15  | 8  | 5 | 0 | 3 | 23 | 4  | +19 |
| 3º  | Parma F.C.           | 13  | 8  | 4 | 1 | 3 | 10 | 9  | +1  |
| 4º  | Cantera del Jubones  | 4   | 8  | 1 | 1 | 6 | 11 | 22 | -11 |
| 5°  | Comercial Huaquillas | 3   | 8  | 1 | 0 | 7 | 3  | 36 | -33 |

- En el partido de la Fecha 6 entre C.S.D. Cantera del Jubones - Deportivo Bolívar, el equipo local (C.S.D. Cantera del Jubones) tenía una deuda con la AFO; por tanto el partido no se programó y el equipo visitante (Deportivo Bolívar) ganó el partido por el resultado de 3 - 0.

- En el partido de la Fecha 7 entre C.S.D. Comercial Huaquillas - Fuerza Amarilla S.C., el equipo local (C.S.D. Comercial Huaquillas) tenía una deuda con la AFO; por tanto el partido no se programó y el equipo visitante (Fuerza Amarilla S.C.) ganó el partido por el resultado de 3 - 0.

|  | Clasifican a los Cuadrangulares Semifinales.                   |
|  | Clasifica como mejor tercero a los Cuadrangulares Semifinales. |

### Evolución de la Clasificación
| Equipo / Jornada            | 01 | 02 | 03 | 04 | 05 | 06 | 07 | 08 | 09 | 10 |
| --------------------------- | -- | -- | -- | -- | -- | -- | -- | -- | -- | -- |
| Fuerza Amarilla S.C.        | 1  | 1  | 1  | 1  | 1  | 1  | 1  | 1  | 1  | 1  |
| C.S.D. Comercial Huaquillas | 4  | 4  | 4  | 4  | 4  | 4  | 4  | 5  | 5  | 5  |
| Deportivo Bolívar           | 2  | 2  | 2  | 3  | 3  | 3  | 3  | 3  | 3  | 2  |
| Parma F.C.                  | 5  | 3  | 3  | 2  | 2  | 2  | 2  | 2  | 2  | 3  |
| C.S.D. Cantera del Jubones  | 3  | 5  | 5  | 5  | 5  | 5  | 5  | 4  | 4  | 4  |

### Resultados
|  | Fuerza Amarilla S.C.        | 3 - 0 | Parma F.C.                 |  | 9 de Mayo       | 21 de marzo | 20:00 |
|  | C.S.D. Comercial Huaquillas | 0 - 2 | Deportivo Bolívar          |  | Humberto Arteta | 22 de marzo | 20:30 |
|  | Libre:                      | -     | C.S.D. Cantera del Jubones |  | -----           | -----       | ----- |

|  | Parma F.C.                 | 2 - 1 | Deportivo Bolívar           |  | 9 de Mayo               | 26 de marzo | 20:00 |
|  | C.S.D. Cantera del Jubones | 0 - 4 | Fuerza Amarilla S.C.        |  | Carlos Falquez Batallas | 26 de marzo | 20:30 |
|  | Libre:                     | -     | C.S.D. Comercial Huaquillas |  | -----                   | -----       | ----- |

|  | Deportivo Bolívar           | 0 - 1 | Fuerza Amarilla S.C.       |  | Washington Villalta | 29 de marzo | 20:00 |
|  | C.S.D. Comercial Huaquillas | 2 - 0 | C.S.D. Cantera del Jubones |  | Humberto Arteta     | 29 de marzo | 20:30 |
|  | Libre:                      | -     | Parma F.C.                 |  | -----               | -----       | ----- |

|  | Fuerza Amarilla S.C.       | 4 - 1 | C.S.D. Comercial Huaquillas |  | 9 de Mayo               | 4 de abril | 20:00 |
|  | C.S.D. Cantera del Jubones | 0 - 0 | Parma F.C.                  |  | Carlos Falquez Batallas | 5 de abril | 20:00 |
|  | Libre:                     | -     | Deportivo Bolívar           |  | -----                   | -----      | ----- |

|  | Parma F.C.        | 1 - 0 | C.S.D. Comercial Huaquillas |  | 9 de Mayo      | 11 de abril | 20:00 |
|  | Deportivo Bolívar | 2 - 0 | C.S.D. Cantera del Jubones  |  | Miguel Arreaga | 12 de abril | 20:00 |
|  | Libre:            | -     | Fuerza Amarilla S.C.        |  | -----          | -----       | ----- |

|  | C.S.D. Comercial Huaquillas | 0 - 3 | Parma F.C.           |  | Humberto Arteta         | 19 de abril    | 20:30 |
|  | C.S.D. Cantera del Jubones  | 0 - 3 | Deportivo Bolívar    |  | Carlos Falquez Batallas | No se programó | --:-- |
|  | Libre:                      | -     | Fuerza Amarilla S.C. |  | -----                   | -----          | ----- |

|  | Parma F.C.                  | 2 - 0 | C.S.D. Cantera del Jubones |  | 9 de Mayo       | 26 de abril | 15:00 |
|  | C.S.D. Comercial Huaquillas | 0 - 3 | Fuerza Amarilla S.C.       |  | Humberto Arteta | Suspendido  | --:-- |
|  | Libre:                      | -     | Deportivo Bolívar          |  | -----           | -----       | ----- |

|  | Fuerza Amarilla S.C.       | 1 - 0  | Deportivo Bolívar           |  | 9 de Mayo               | 2 de mayo | 20:00 |
|  | C.S.D. Cantera del Jubones | 10 - 0 | C.S.D. Comercial Huaquillas |  | Carlos Falquez Batallas | 4 de mayo | 15:30 |
|  | Libre:                     | -      | Parma F.C.                  |  | -----                   | -----     | ----- |

|  | Deportivo Bolívar    | 2 - 0 | Parma F.C.                  |  | Miguel Arreaga | 7 de mayo | 20:00 |
|  | Fuerza Amarilla S.C. | 9 - 1 | C.S.D. Cantera del Jubones  |  | 9 de Mayo      | 7 de mayo | 20:00 |
|  | Libre:               | -     | C.S.D. Comercial Huaquillas |  | -----          | -----     | ----- |

|  | Parma F.C.        | 2 - 3  | Fuerza Amarilla S.C.        |  | 9 de Mayo      | 10 de mayo | 15:00 |
|  | Deportivo Bolívar | 13 - 1 | C.S.D. Comercial Huaquillas |  | Miguel Arreaga | 10 de mayo | 15:00 |
|  | Libre:            | -      | C.S.D. Cantera del Jubones  |  | -----          | -----      | ----- |

## Grupo 2
| Pos | Equipo           | Pts | PJ | G | E | P | GF | GC | Dif |
| --- | ---------------- | --- | -- | - | - | - | -- | -- | --- |
| 1º  | Orense S.C.      | 14  | 6  | 4 | 2 | 0 | 20 | 2  | +18 |
| 2°  | Deportivo Balsas | 8   | 6  | 2 | 2 | 2 | 6  | 8  | -2  |
| 3º  | Huaquillas F.C.  | 7   | 6  | 2 | 1 | 3 | 10 | 19 | -9  |
| 4º  | Santos F.C.      | 3   | 6  | 0 | 3 | 3 | 6  | 13 | -7  |

|  | Clasificados a los Cuadrangulares Semifinales.                   |
|  | Clasificado como mejor tercero a los Cuadrangulares Semifinales. |

### Evolución de la Clasificación
| Equipo / Jornada | 01 | 02 | 03 | 04 | 05 | 06 |
| ---------------- | -- | -- | -- | -- | -- | -- |
| Orense S.C.      | 1  | 1  | 1  | 1  | 1  | 1  |
| Deportivo Balsas | 2  | 2  | 2  | 2  | 3  | 2  |
| Huaquillas F.C.  | 4  | 4  | 3  | 3  | 2  | 3  |
| Santos F.C.      | 3  | 3  | 4  | 4  | 4  | 4  |

### Resultados
|  | Huaquillas F.C. | 0 - 4 | Orense S.C.      |  | Humberto Arteta | 21 de marzo | 20:30 |
|  | Santos F.C.     | 0 - 0 | Deportivo Balsas |  | José María Mora | 22 de marzo | 19:30 |

|  | Deportivo Balsas | 2 - 1 | Huaquillas F.C. |  | L.D.C. de Balsas           | 30 de marzo | 15:00 |
|  | Orense S.C.      | 5 - 0 | Santos F.C.     |  | Complejo Euclides Palacios | 30 de marzo | 15:00 |

|  | Santos F.C. | 4 - 5 | Huaquillas F.C.  |  | José María Mora              | 5 de abril | 19:00 |
|  | Orense S.C. | 1 - 0 | Deportivo Balsas |  | [ Complejo Euclides Palacios | 6 de abril | 15:00 |

|  | Huaquillas F.C.  | 0 - 0 | Santos F.C. |  | Humberto Arteta  | 12 de abril | 20:30 |
|  | Deportivo Balsas | 1 - 1 | Orense S.C. |  | L.D.C. de Balsas | 13 de abril | 15:00 |

|  | Santos F.C.     | 1 - 1 | Orense S.C.      |  | José María Mora | 26 de abril | 19:30 |
|  | Huaquillas F.C. | 4 - 1 | Deportivo Balsas |  | Humberto Arteta | 26 de abril | 20:30 |

|  | Orense S.C.      | 8 - 0 | Huaquillas F.C. |  | Complejo Euclides Palacios | 4 de mayo | 15:00 |
|  | Deportivo Balsas | 2 - 1 | Santos F.C.     |  | L.D.C. de Balsas           | 4 de mayo | 15:00 |

## Grupo 3
| Pos | Equipo           | Pts | PJ | G | E | P | GF | GC | Dif |
| --- | ---------------- | --- | -- | - | - | - | -- | -- | --- |
| 1º  | Atlético Mineiro | 17  | 8  | 5 | 2 | 1 | 22 | 12 | +10 |
| 2º  | Río Amarillo     | 12  | 8  | 3 | 3 | 2 | 10 | 9  | +1  |
| 3°  | Santa Rosa F.C.  | 10  | 8  | 3 | 1 | 4 | 10 | 14 | -4  |
| 4º  | Audaz Octubrino  | 8   | 8  | 2 | 2 | 4 | 11 | 14 | -3  |
| 5º  | ATV Piñas        | 5   | 8  | 1 | 2 | 5 | 9  | 19 | -10 |

- En el partido de la Fecha 1 entre el C.S.D. Audaz Octubrino - Santa Rosa F.C., los dos equipos no fueron autorizados por la AFO para jugar el encuentro por deudas, por tanto los dos equipos perdieron el partido y comenzaron el torneo con 3 goles en contra, pero a los dos equipos no se les restaron puntos.

|  | Clasifican a los Cuadrangulares Semifinales.                   |
|  | Clasifica como mejor tercero a los Cuadrangulares Semifinales. |

### Evolución de la Clasificación
| Equipo / Jornada | 01 | 02 | 03 | 04 | 05 | 06 | 07 | 08 | 09 | 10 |
| ---------------- | -- | -- | -- | -- | -- | -- | -- | -- | -- | -- |
| Atlético Mineiro | 1  | 1  | 1  | 1  | 1  | 1  | 1  | 1  | 1  | 1  |
| Santa Rosa F.C.  | 3  | 5  | 4  | 5  | 5  | 5  | 5  | 5  | 4  | 3  |
| ATV Piñas        | 5  | 2  | 2  | 2  | 3  | 4  | 3  | 4  | 5  | 5  |
| Audaz Octubrino  | 4  | 3  | 5  | 4  | 2  | 3  | 4  | 3  | 3  | 4  |
| Río Amarillo     | 2  | 4  | 3  | 3  | 4  | 2  | 2  | 2  | 2  | 2  |

### Resultados
|  | ATV Piñas       | 1 - 2      | Atlético Mineiro |  | L.D.C. de Portovelo | 22 de marzo | 15:30 |
|  | Audaz Octubrino | Suspendido | Santa Rosa F.C.  |  | 9 de Mayo           | 23 de marzo | 16:00 |
|  | Libre:          | -          | Río Amarillo     |  | -----               | -----       | ----- |

|  | Atlético Mineiro | 3 - 2 | Río Amarillo    |  | Humberto Arteta     | 26 de marzo | 18:00 |
|  | ATV Piñas        | 2 - 0 | Santa Rosa F.C. |  | L.D.C. de Portovelo | 26 de marzo | 20:00 |
|  | Libre:           | -     | Audaz Octubrino |  | -----               | -----       | ----- |

|  | Audaz Octubrino | 1 - 2 | Río Amarillo     |  | Humberto Arteta       | 29 de marzo | 20:00 |
|  | Santa Rosa F.C. | 2 - 2 | Atlético Mineiro |  | Carlos Nieto Pesántez | 29 de marzo | 20:00 |
|  | Libre:          | -     | ATV Piñas        |  | -----                 | -----       | ----- |

|  | Río Amarillo     | 0 - 0 | ATV Piñas       |  | L.D.C. de Portovelo | 5 de abril | 19:00 |
|  | Atlético Mineiro | 2 - 2 | Audaz Octubrino |  | Humberto Arteta     | 5 de abril | 20:15 |
|  | Libre:           | -     | Santa Rosa F.C. |  | -----               | -----      | ----- |

|  | Río Amarillo | 1 - 2 | Santa Rosa F.C.  |  | L.D.C. de Portovelo | 12 de abril | 19:00 |
|  | ATV Piñas    | 3 - 4 | Audaz Octubrino  |  | L.D.C. de Portovelo | 13 de abril | 16:00 |
|  | Libre:       | -     | Atlético Mineiro |  | -----               | -----       | ----- |

|  | Santa Rosa F.C. | 0 - 1 | Río Amarillo     |  | Carlos Nieto Pesántez | 19 de abril | 20:15 |
|  | Audaz Octubrino | 3 - 1 | ATV Piñas        |  | 9 de Mayo             | 20 de abril | 15:00 |
|  | Libre:          | -     | Atlético Mineiro |  | -----                 | -----       | ----- |

|  | Audaz Octubrino | 0 - 1 | Atlético Mineiro |  | 9 de Mayo         | 25 de abril | 20:00 |
|  | ATV Piñas       | 1 - 1 | Río Amarillo     |  | Luis Rubén Pasaca | 26 de abril | 16:00 |
|  | Libre:          | -     | Santa Rosa F.C.  |  | -----             | -----       | ----- |

|  | Río Amarillo     | 0 - 0 | Audaz Octubrino |  | L.D.C. de Portovelo | 3 de mayo | 16:00 |
|  | Atlético Mineiro | 3 - 2 | Santa Rosa F.C. |  | Humberto Arteta     | 3 de mayo | 20:15 |
|  | Libre:           | -     | ATV Piñas       |  | -----               | -----     | ----- |

|  | Río Amarillo    | 3 - 2 | Atlético Mineiro |  | L.D.C. de Portovelo   | 7 de mayo | 16:00 |
|  | Santa Rosa F.C. | 2 - 1 | ATV Piñas        |  | Carlos Nieto Pesántez | 7 de mayo | 20:00 |
|  | Libre:          | -     | Audaz Octubrino  |  | -----                 | -----     | ----- |

|  | Santa Rosa F.C.  | 2 - 1 | Audaz Octubrino |  | Carlos Nieto Pesántez | 11 de mayo | 15:00 |
|  | Atlético Mineiro | 7 - 0 | ATV Piñas       |  | Humberto Arteta       | 11 de mayo | 15:00 |
|  | Libre:           | -     | Río Amarillo    |  | -----                 | -----      | ----- |

## Cuadrangulares Semifinales

### Grupo A
| Pos | Equipo               | Pts | PJ | G | E | P | GF | GC | Dif |
| --- | -------------------- | --- | -- | - | - | - | -- | -- | --- |
| 1º  | Fuerza Amarilla S.C. | 16  | 6  | 5 | 1 | 0 | 13 | 2  | +11 |
| 2º  | Parma F.C.           | 11  | 6  | 3 | 2 | 1 | 12 | 9  | +3  |
| 3°  | Atlético Mineiro     | 4   | 6  | 1 | 1 | 4 | 15 | 16 | -1  |
| 4º  | Deportivo Balsas     | 3   | 6  | 1 | 0 | 5 | 5  | 18 | -13 |

|  | Clasifican a las Semifinales por el Zonal de Ascenso. |

#### Evolución de la Clasificación
| Equipo / Jornada     | 01 | 02 | 03 | 04 | 05 | 06 |
| -------------------- | -- | -- | -- | -- | -- | -- |
| Fuerza Amarilla S.C. | 1  | 1  | 1  | 1  | 1  | 1  |
| Atlético Mineiro     | 2  | 4  | 4  | 4  | 3  | 3  |
| Parma F.C.           | 3  | 3  | 2  | 2  | 2  | 2  |
| Deportivo Balsas     | 4  | 2  | 3  | 3  | 4  | 4  |

#### Resultados
|  | Atlético Mineiro | 3 - 3 | Parma F.C.           |  | Humberto Arteta  | 17 de mayo | 20:15 |
|  | Deportivo Balsas | 0 - 2 | Fuerza Amarilla S.C. |  | L.D.C. de Balsas | 18 de mayo | 15:00 |

|  | Parma F.C.       | 0 - 0 | Fuerza Amarilla S.C. |  | 9 de Mayo         | 23 de mayo | 20:00 |
|  | Deportivo Balsas | 2 - 1 | Atlético Mineiro     |  | Luis Rubén Pasaca | 25 de mayo | 15:00 |

|  | Fuerza Amarilla S.C. | 2 - 0 | Atlético Mineiro |  | 9 de Mayo | 30 de mayo | 20:00 |
|  | Parma F.C.           | 2 - 0 | Deportivo Balsas |  | 9 de Mayo | 31 de mayo | 20:00 |

|  | Deportivo Balsas | 1 - 2 | Parma F.C.           |  | L.D.C. de Balsas | 7 de junio | 15:00 |
|  | Atlético Mineiro | 1 - 3 | Fuerza Amarilla S.C. |  | Humberto Arteta  | 7 de junio | 20:30 |

|  | Fuerza Amarilla S.C. | 3 - 1 | Parma F.C.       |  | 9 de Mayo       | 13 de junio | 20:00 |
|  | Atlético Mineiro     | 8 - 2 | Deportivo Balsas |  | Humberto Arteta | 14 de junio | 15:30 |

|  | Parma F.C.           | 4 - 2 | Atlético Mineiro |  | Complejo AFO | 20 de junio | 14:00 |
|  | Fuerza Amarilla S.C. | 3 - 0 | Deportivo Balsas |  | 9 de Mayo    | 21 de junio | 15:00 |

### Grupo B
| Pos | Equipo            | Pts | PJ | G | E | P | GF | GC | Dif |
| --- | ----------------- | --- | -- | - | - | - | -- | -- | --- |
| 1º  | Orense S.C.       | 13  | 6  | 4 | 1 | 1 | 17 | 3  | +14 |
| 2°  | Deportivo Bolívar | 13  | 6  | 4 | 1 | 1 | 11 | 4  | +7  |
| 3º  | Santa Rosa F.C.   | 5   | 6  | 1 | 2 | 3 | 5  | 16 | -11 |
| 4º  | Río Amarillo      | 3   | 6  | 1 | 0 | 5 | 5  | 15 | -10 |

|  | Clasifican a las Semifinales por el Zonal de Ascenso. |

#### Evolución de la Clasificación
| Equipo / Jornada  | 01 | 02 | 03 | 04 | 05 | 06 |
| ----------------- | -- | -- | -- | -- | -- | -- |
| Orense S.C.       | 2  | 1  | 3  | 1  | 1  | 1  |
| Deportivo Bolívar | 1  | 2  | 1  | 2  | 2  | 2  |
| Río Amarillo      | 4  | 4  | 4  | 4  | 4  | 4  |
| Santa Rosa F.C.   | 3  | 3  | 2  | 3  | 3  | 3  |

#### Resultados
|  | Deportivo Bolívar | 2 - 1 | C.S.D. Río Amarillo |  | Miguel Arreaga             | 17 de mayo | 20:00 |
|  | Orense S.C.       | 0 - 0 | Santa Rosa F.C.     |  | Complejo Euclides Palacios | 18 de mayo | 15:00 |

|  | C.S.D. Río Amarillo | 0 - 2 | Orense S.C.       |  | L.D.C. de Portovelo   | 24 de mayo | 16:00 |
|  | Santa Rosa F.C.     | 1 - 1 | Deportivo Bolívar |  | Carlos Nieto Pesántez | 24 de mayo | 20:15 |

|  | Santa Rosa F.C. | 3 - 1 | C.S.D. Río Amarillo |  | Carlos Nieto Pesántez      | 1 de junio | 15:00 |
|  | Orense S.C.     | 0 - 1 | Deportivo Bolívar   |  | Complejo Euclides Palacios | 1 de junio | 15:00 |

|  | C.S.D. Río Amarillo | 2 - 1 | Santa Rosa F.C. |  | L.D.C. de Portovelo | 7 de junio | 16:00 |
|  | Deportivo Bolívar   | 1 - 2 | Orense S.C.     |  | Miguel Arreaga      | 8 de junio | 16:00 |

|  | Orense S.C.       | 4 - 1 | C.S.D. Río Amarillo |  | Complejo Euclides Palacios | 14 de junio | 15:00 |
|  | Deportivo Bolívar | 3 - 0 | Santa Rosa F.C.     |  | Miguel Arreaga             | 14 de junio | 15:00 |

|  | C.S.D. Río Amarillo | 0 - 3 | Deportivo Bolívar |  | L.D.C. de Portovelo   | 21 de junio | 15:00 |
|  | Santa Rosa F.C.     | 0 - 9 | Orense S.C.       |  | Carlos Nieto Pesántez | 21 de junio | 15:00 |

## Cuadro final
|  | Semifinal | Semifinal            | Semifinal   | Semifinal | Semifinal |   |  | Final                | Final | Final | Final | Final |
|  |           |                      |             |           |           |   |  |                      |       |       |       |       |
|  |           | Fuerza Amarilla S.C. | 2           | 0         | 2         |   |  |                      |       |       |       |       |
|  |           | Deportivo Bolívar    | 1           | 0         | 1         |   |  |                      |       |       |       |       |
|  |           |                      |             |           |           |   |  | Fuerza Amarilla S.C. | 0     | 1     | 1     |       |
|  |           |                      | Orense S.C. | 0         | 0         | 0 |  |                      |       |       |       |       |
|  |           | Orense S.C.          | 2           | 0         | 2         |   |  |                      |       |       |       |       |
|  |           | Parma F.C.           | 0           | 1         | 1         |   |  |                      |       |       |       |       |

## Semifinales por el Zonal de Ascenso
| 28 de junio de 2014, 20:00 | Deportivo Bolívar | 1:2 (0:1) | Fuerza Amarilla S.C.  | Estadio Miguel Arreaga, Puerto Bolívar                |                                                       |
|                            | Arroyo 90'        | Reporte   | Ponce 39' · Ajila 81' | Asistencia: 1000 espectadores Árbitro(s): Brando Amay | Asistencia: 1000 espectadores Árbitro(s): Brando Amay |

| 5 de julio de 2014, 20:00 | Fuerza Amarilla S.C. | 0:0     | Deportivo Bolívar | Estadio 9 de Mayo, Machala                                 |                                                            |
|                           |                      | Reporte |                   | Asistencia: 1000 espectadores Árbitro(s): Wellington Aráuz | Asistencia: 1000 espectadores Árbitro(s): Wellington Aráuz |

| 27 de junio de 2014, 20:00 | Parma F.C. | 0:2 (0:1) | Orense S.C.      | Estadio 9 de Mayo, Machala                                |                                                           |
|                            |            | Reporte   | Valencia 24' 67' | Asistencia: 1000 espectadores Árbitro(s): Frank Fernández | Asistencia: 1000 espectadores Árbitro(s): Frank Fernández |

| 6 de julio de 2014, 16:00 | Orense S.C. | 0:1 (0:1) | Parma F.C. | Complejo Euclides Palacios, Machala                      |                                                          |
|                           |             | Reporte   | Villón 38' | Asistencia: 1000 espectadores Árbitro(s): Álvaro Márquez | Asistencia: 1000 espectadores Árbitro(s): Álvaro Márquez |

## Final
| 12 de julio de 2014, 20:00 | Orense S.C. | 0:0 | Fuerza Amarilla S.C. | Estadio 9 de Mayo, Machala                             |  |
|                            |             |     |                      | Asistencia: 1.000 espectadores Árbitro(s): Marlon Vera |  |

| 19 de julio de 2014, 20:00 | Fuerza Amarilla S.C. | 1:0 (1:0) | Orense S.C. | Estadio 9 de Mayo, Machala                                  |                                                             |
|                            | Ajila 33'            |           |             | Asistencia: 1.000 espectadores Árbitro(s): Wellington Aráuz | Asistencia: 1.000 espectadores Árbitro(s): Wellington Aráuz |

| |
| Fuerza Amarilla Sporting Club Campeón 4.º Título Clasifica a los zonales de la Segunda Categoría 2014 - También clasifica Orense Sporting Club como Vicecampeón. |